# Eemil Linna
Kustaa Eemil Linna, född 17 januari 1876, död 10 januari 1951, var en finländsk jordbruksexpert och politiker.
Linna var kommunalman och riksdagsman för Finska nationella framstegspartiet 1913-14 och 1917-30. 1928-29 var han jordbruksminister och blev i december 1932 kommunikationsminister och minister för offentliga arbeten.

### Fotnoter
1. ↑  Uppslagsverket Finland, Svenska folkskolans vänner, Uppslagsverket Finland-ID: LinnaKustaaEemilUppslagsverketFinland.[källa från Wikidata]
2. ↑  Riksdagsledamöterna, Finlands riksdag, Id för finländska riksdagsledamöter: 910988, läst: 3 april 2022.[källa från Wikidata]
3. ↑  Riksdagsledamöterna, Finlands riksdag, Id för finländska riksdagsledamöter: 910988, läst: 3 maj 2018.[källa från Wikidata]
4. ↑  Riksdagsledamöterna, Finlands riksdag, Id för finländska riksdagsledamöter: 910087, läst: 3 maj 2018.[källa från Wikidata]